# Goniagnathus kusnezovi
Goniagnathus kusnezovi är en insektsart som beskrevs av Dubovsky 1966. Goniagnathus kusnezovi ingår i släktet Goniagnathus och familjen dvärgstritar. Inga underarter finns listade i Catalogue of Life.